# Juan Viedma Castillo
Juan Viedma Castillo es un deportista español que compitió en atletismo adaptado. Ganó cinco medallas en los Juegos Paralímpicos de Verano entre los años 1992 y 2000.

## Palmarés internacional
| Juegos Paralímpicos | Juegos Paralímpicos      | Juegos Paralímpicos | Juegos Paralímpicos   |
| Año                 | Lugar                    | Medalla             | Prueba                |
| ------------------- | ------------------------ | ------------------- | --------------------- |
| 1992                | Barcelona (España)       | Medalla de oro      | Triple salto B2       |
| 1992                | Barcelona (España)       | Medalla de plata    | Salto de longitud B2  |
| 1996                | Atlanta (Estados Unidos) | Medalla de oro      | Triple salto F11      |
| 1996                | Atlanta (Estados Unidos) | Medalla de bronce   | Salto de longitud F11 |
| 2000                | Sídney (Australia)       | Medalla de bronce   | 4 × 100 m T13         |